# Родное кино
«Родное кино» — первый спутниковый телеканал, созданный «НТВ-Плюс». Транслирует советские, российские и зарубежные кинофильмы советского кинопроката, а также российские телесериалы. Начал вещание в 1996 году под названием «Наше кино». С 25 декабря 2015 года принадлежит «Ред Медиа».

## История
Телеканал «Наше кино» начал вещание 1 сентября 1996 года. С этого канала, а также с каналов «НТВ-Плюс Мир кино», «НТВ-Плюс Спорт» и «НТВ-Плюс Музыка» начал свою деятельность первый оператор спутникового телевидения — «НТВ-Плюс». Тогда телеканал специализировался преимущественно на показе старых советских фильмов, снятых до 1989 года, с неоднократными повторами. Вещание телеканала изначально начиналось в 18:30. Первым директором телеканала был Игорь Толстунов. Главным редактором канала являлся Александр Колбовский.
В первые месяцы существования обоих киноканалов «НТВ-Плюс» их вещание было ограничено по времени — практиковались дневные перерывы. Они полностью прекратились после новогодних праздников 1997 года. С конца 1990-х годов телеканал начинал своё вещание с 10:00 и заканчивал своё вещание за несколько минут до полуночи. Далее, с 0:00 до 3:00 на его частоте с 1 мая 1997 года включался канал эротических фильмов и передач под названием «НТВ-Плюс Ночной канал». Позже вещание обоих каналов было разделено, что позволило «Нашему кино» продолжить своё вещание после полуночи, а «Ночному каналу» — начинать вещание на час раньше и заканчивать его на час или полтора часа позже, с 23:00 по 4:40. Сам «Ночной канал» прекратил свою работу в 2007 году в связи с тем, что содержание показываемых по нему фильмов и передач производства Private Media Group Inc. было признано экспертами Россвязьохранкультуры порнографическим.
В апреле 2001 года в телекомпаниях «НТВ», «ТНТ» и «НТВ-Плюс» сменился собственник, а затем и руководство. После того, как холдинг сменил владельца, «Детский мир» вместе с «Нашим кино» вошли в пакет RTVi (компании «Медиамарт»). В 2007 году компания «НТВ-Плюс» решила перезапустить канал под оригинальным названием. Некоторое время существовали два канала с одинаковым названием, но с разными владельцами; примерно в 2009 году канал, принадлежащий RTVi, был переименован в «Наше любимое кино».
В ноябре 2005 года был создан новый пакет «Базовый расширенный», который включает каналы собственного производства «Наше новое кино» и «НТВ-Плюс Киносоюз» (лучшие отечественные фильмы, премьеры, киноленты созданные на российских киностудиях и студиях бывших союзных республик). Также телеканал «Наше кино» был исключён из телепрограммы журнала «7 Дней».
1 октября 2006 года «НТВ-Плюс Наше кино» перешёл на круглосуточное вещание.
В 2016 году производство и дистрибуция телеканала были переданы в компанию «Ред Медиа», после чего 15 августа 2016 года телеканал провёл ребрендинг в «Родное кино».
Концепция телеканала в настоящее время — советские фильмы, российские фильмы, зарубежные фильмы советского кинопроката и российские телесериалы.

## Программы
- + Интервью
- Беседы о кино
- КиНовости
- Кино-журнал
- Кино. Между прошлым и будущим
- Обратная точка
- Светлый путь

## Награды
В 1999 году телеканалу «НТВ-Плюс Наше кино» была присуждена награда Hot Bird Award в номинации «Кино».